# Venus and Mars
Venus and Mars (укр. Венера й Марс) — четвертий студійний альбом гурту Wings, заснованого британським музикантом Полом Маккартні після розпаду The Beatles.  Вийшов у травні 1975-го. У запису взяли участь нові учасники ансамблю — гітарист Джиммі Маккала (англ. Jimmy McCulloch), ударники Джеф Брітон (англ. Geoff Britton) і Джо Інгліш (англ. Joe English, замінив Брітона після того, як той залишив гурт).
Платівка зайняла перше місце в хіт-парадах США і Великої Британії, досягла золотого статусу в червні 1975. У вересні цього року гурт розпочав велике світове турне Wings Over the World tour, що тривало 13 місяців.

## Список композицій
Усі пісні написано Полом Маккартні, крім спеціально позначених.

### Сторона 1
1. Venus and Mars — 1:20
2. Rock Show — 5:31
3. Love in Song — 3:04
4. You Gave Me the Answer — 2:15
  - Написано в дусі мюзиклів 40-х років. Часто перед виконанням композиції на концертах Маккартні присвячував її Фреду Астеру.
5. Magneto and Titanium Man — 3:16
  - Натхнено персонажами американських коміксів «Marvel Comics»
6. Letting Go — 4:33

### Сторона 2
1. Venus and Mars (Репріза) — 2:05
2. Spirits of Ancient Egypt — 3:04
  - Написано в стилі гурту T. Rex.
  - Соліст — Денні Лейн
3. Medicine Jar (Маккала—Аллен) — 3:37
  - Соліст — Джиммі Маккала
4. Call Me Back Again — 4:59
5. Listen to What the Man Said — 4:01
6. Treat Her Gently / Lonely Old People — 4:21
7. Crossroads Theme (Тоні Гетч) — 1:00
  - Інструментальна тема однойменного телесеріалу.

### Бонус
Додаткові композиції з перевидання серії The Paul McCartney Collection 1993-го року:
1. The Zoo Gang — 2:01
  - Інструментальна тема британського телесеріалу «The Zoo Gang»
2. Lunch Box/Odd Sox — 3:50 
  - Інструментал композиція.
  - Уперше видано на звороті синглу «Coming Up»
3. My Carnival — 3:57 
  - Уперше видано на звороті синглу «Spies Like Us»

## Учасники запису
- Пол Маккартні — вокал, гітара, бас-гітара, фортепіано, клавішні
- Лінда Маккартні — клавішні, вокал
- Денні Лейн — гітара, клавішні, вокал
- Джо Інгліш — ударні, перкусія
- Джиммі Маккала — соло-гітара, вокал
- Джеф Брітон — ударні (композиції №3, 6 і 9)

### Запрошені учасники
- Кеннет «Афро» Вільямс — конга (композиція №2)
- Дейв Мейсон — гітара (композиція №11)
- Том Скотт — саксофон (композиція №11)
- Аллен Туссейн — клавішні (композиція №2)